# Ordzhonikidze (Kanevskaya, Krasnodar)
Ordzhonikidze (del ruso: Орджоникидзе) es un jútor del raión de Kanevskaya del krai de Krasnodar, en el sur de Rusia. Está situado en la orilla izquierda del río Chelbas, 15 km al oeste de Kanevskaya y 121 km al nordeste de Krasnodar, la capital del krai. Tenía 350 habitantes en 2010.
Pertenece al municipio Kanevskoye.